# Тувшинширеє
Тувшинширеє (монг.: Түвшинширээ) — сомон Сухе-Баторського аймаку Монголії. Територія 4,4 тис. км², населення 3,7 тис. чол. Центр — селище Сергелен, розташоване на відстані 136 км від Баруун-Урт та 460 км від Улан-Батора.

## Рельєф
Невисокі гори та степи. Солені озера Говийн цагаан та Усни цігаан. Піщана місцевість.

## Корисні копалини
Прояви залізної руди, хімічна сировина. У містечку Бумбат видобувають вугілля.

## Клімат
Середня температура січня −20 °C, липня +20 °C, протягом року в середньому випадає 160–220 мм опадів.

## Тваринний світ
Водяться джейрани, вовки, лисиці, корсаки,манули, зайці, тарбагани.

## Соціальна сфера
Є школа, лікарня, сфера обслуговування, туристичні бази.